# Giulio Vivanti
Giulio Vivanti est un mathématicien italien, né à Mantoue le 24 mai 1859 et mort à Milan le 19 novembre 1949.

## Biographie
Après des études à l'université de Turin et à celle de Bologne, Giulio Vivanti est professeur à l'université de Pavie. 
Il consacre ses recherches aux fonctions analytiques d’une variable complexe. Le théorème de Vivanti stipule qu'une série à coefficients réels non négatifs admet une singularité à l'intersection entre son cercle de convergence et le demi-axe réel positif. 